# Transitron
Transitron Electronic Corporation était un fabricant américain de semi-conducteurs fondé par Leo et David Bakalar à Wakefield, Massachusetts, en 1952, avant de faire faillite en 1986 faute de pouvoir suivre le rythme des progrès rapides de la technologie.

## Histoire
L'entreprise a été créée à l'époque du boom économique du Massachusetts.

### Premier produit
Son premier produit à succès fut la diode en germanium à liaison or, largement utilisée dans les ordinateurs, les équipements militaires, etc. Après cela, la société a fabriqué des redresseurs au silicium (qui, selon David, étaient les premiers au monde), des transistors NPN à jonction de silicium cultivée, des diodes au silicium, des diodes au germanium, des microdiodes silicium/germanium, des références au silicium, des régulateurs au silicium, des redresseurs contrôlés au silicium, des diodes de commutation bilatérales, etc. .

### Introduction en bourse de décembre 1959
Transitron a réussi une introduction en bourse d'un million d'actions à 36 dollars chacune en décembre 1959, dont le cours est monté la première semaine à 43 dollars. Cette année-là, c'était selon le magazine Time la troisième société américaine de semi-conducteurs, après Texas Instruments et General Electric, . Le magazine Fortune la plaçait lui au deuxième rang, avec des ventes estimées à 40 millions de dollars en 1959.

### Années 1960
C'est l'un des six "grands" producteurs américains de composants qui ont essaimé en France à partir de 1957, avec Texas Instrument à Villeneuve-Loubet, dans les Alpes-Maritimes, Fairchild Semiconductor à Rennes, ITT à Colmar, Motorola à Toulouse, Sprague à Tours et IBM à Corbeil-Essonnes.

### Apogée
À son apogée, Transitron employait 1 600 personnes. Un certain nombre de personnalités de l'industrie, dont Wilfred Corrigan, Dave Fullagar, Pierre Lamond, Nick DeWolf, George Wells et Thomas Longo, travaillaient chez Transitron.

### Départ du fondateur David Bakalar
Parti à la retraiteen 1984, le fondateur David Bakalar se consacre à la sculpture ; voir <i id="mwVQ">Renaissance</i> (1989)  et TV Man or Five Piece Cube with Strange Hole (1993).